# Labrinth/Auszeichnungen für Musikverkäufe

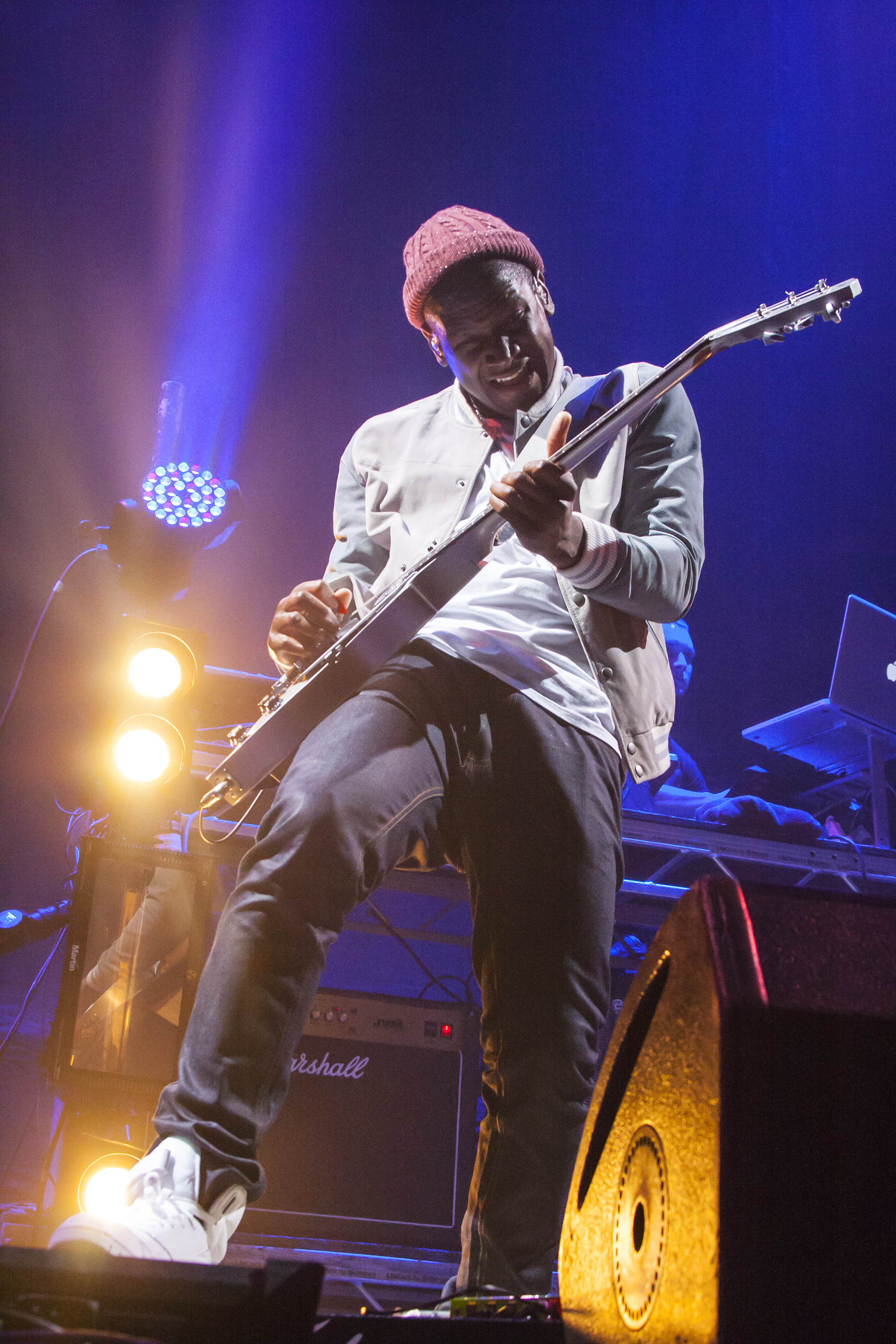
Labrinth (2013)

Dies ist eine Übersicht über die Auszeichnungen für Musikverkäufe des britischen Sängers Labrinth. Die Auszeichnungen finden sich nach ihrer Art (Gold, Platin usw.), nach Staaten getrennt in chronologischer Reihenfolge, geordnet sowie nach den Tonträgern selbst, ebenfalls in chronologischer Reihenfolge, getrennt nach Medium (Alben, Singles usw.), wieder.

## Auszeichnungen
| - Vereinigtes Königreich - 2017: für die Single Last Time - 2017: für die Single Higher - 2020: für die Single Make Me (Cry) - 2021: für die Single Genius - 2023: für das Album Euphoria (Original Score from the HBO Series) - 2023: für das Lied Forever - 2024: für die Single Never Felt So Alone - Australien - 2011: für die Single Pass Out - 2020: für die Single Still Don’t Know My Name - 2022: für das Lied Forever - 2022: für das Lied Formula - 2023: für die Single Never Felt So Alone - 2024: für das Lied Majesty - Belgien - 2013: für die Single Beneath Your Beautiful - Brasilien - 2023: für das Album Imagination & the Misfit Kid - 2024: für das Lied Majesty - Dänemark - 2018: für die Single Make Me (Cry) - 2022: für die Single Thunderclouds - 2023: für das Lied When I R.I.P. - 2023: für die Single Still Don’t Know My Name - 2025: für die Single Mount Everest - Deutschland - 2014: für die Single Beneath Your Beautiful - 2023: für die Single Thunderclouds - 2024: für das Album Euphoria (Original Score from the HBO Series) (Klassik-Album) - Frankreich - 2020: für die Single Genius - 2022: für die Single Titans - 2023: für die Single All for Us - 2023: für das Album Euphoria (Original Score from the HBO Series) - 2024: für das Lied Forever - 2024: für das Album Labrinth, Sia & Diplo Present… LSD - Griechenland - 2022: für die Single Still Don’t Know My Name - 2022: für die Single All for Us - 2022: für die Single Mount Everest - Italien - 2019: für die Single Genius - 2023: für das Lied Formula - 2023: für die Single Still Don’t Know My Name - 2023: für die Single Mount Everest - Kanada - 2018: für die Single Genius - 2020: für die Single No New Friends - 2023: für die Single I’m Tired - Mexiko - 2019: für die Single Make Me (Cry) - 2019: für die Single Audio - 2021: für das Album Labrinth, Sia & Diplo Present… LSD - Neuseeland - 2019: für die Single Audio - 2023: für das Album Electronic Earth - 2024: für das Album Labrinth, Sia & Diplo Present… LSD - Norwegen - 2019: für das Album Labrinth, Sia & Diplo Present… LSD - Österreich - 2013: für die Single Beneath Your Beautiful - 2022: für die Single Genius - Polen - 2019: für die Single Audio - 2020: für das Album Labrinth, Sia & Diplo Present… LSD - 2020: für die Single No New Friends - 2023: für das Lied When I R.I.P. - 2024: für die Single Never Felt So Alone - 2024: für das Album Imagination & the Misfit Kid - Portugal - 2022: für das Lied Formula - 2022: für die Single Beneath Your Beautiful - Schweiz - 2019: für die Single Thunderclouds - Singapur - 2021: für das Album Labrinth, Sia & Diplo Present… LSD - Spanien - 2022: für die Single Thunderclouds - 2023: für die Single Genius - 2024: für die Single Jealous - 2024: für die Single Still Don’t Know My Name - 2024: für das Lied Formula - 2024: für die Single All for Us - 2024: für die Single Mount Everest - Vereinigte Staaten - 2018: für die Single Thunderclouds - 2019: für die Single Audio - 2022: für das Lied When I R.I.P. - 2023: für das Album Euphoria (Original Score from the HBO Series) - 2024: für die Single I’m Tired - 2024: für das Lied Formula - 2025: für die Single All for Us - Vereinigtes Königreich - 2020: für die Single Bridge over Troubled Water - 2021: für die Single Thunderclouds - 2022: für die Single Express Yourself - 2024: für die Single Still Don’t Know My Name - 2025: für die Single Mount Everest - 2025: für die Single All for Us | - Australien - 2018: für die Single Make Me (Cry) - 2020: für die Single Genius - 2020: für die Single Audio - 2020: für die Single Thunderclouds - Brasilien - 2019: für das Album Labrinth, Sia & Diplo Present… LSD - 2023: für das Album Euphoria (Original Score from the HBO Series) - Dänemark - 2013: für das Streaming Beneath Your Beautiful - 2024: für das Album Euphoria (Original Score from the HBO Series) - Frankreich - 2020: für die Single Audio - 2024: für das Lied Formula - 2025: für die Single Still Don’t Know My Name - 2025: für die Single Mount Everest - Griechenland - 2023: für das Lied Formula - Italien - 2019: für die Single Thunderclouds - Kanada - 2019: für die Single Audio - 2019: für die Single Thunderclouds - 2019: für die Single Make Me (Cry) - Mexiko - 2020: für die Single Genius - Neuseeland - 2020: für die Single Make Me (Cry) - 2022: für die Single Thunderclouds - 2022: für die Single Genius - 2024: für das Album Euphoria (Original Score from the HBO Series) - Österreich - 2022: für die Single Thunderclouds - Polen - 2020: für die Single Thunderclouds - 2023: für die Single Still Don’t Know My Name - 2023: für die Single Mount Everest - 2023: für das Album Euphoria (Original Score from the HBO Series) - 2023: für die Single All for Us - 2024: für das Lied Forever - Schweden - 2013: für die Single Beneath Your Beautiful - 2023: für die Single Still Don’t Know My Name - Schweiz - 2013: für die Single Beneath Your Beautiful - Vereinigte Staaten - 2022: für die Single Genius - 2023: für die Single Beneath Your Beautiful - 2024: für die Single Never Felt So Alone - 2024: für das Lied Formula - 2024: für das Lied Forever - Vereinigtes Königreich - 2019: für die Single Frisky - 2021: für das Album Electronic Earth - 2022: für die Single Let the Sun Shine - 2022: für die Single Still Don’t Know My Name | - Dänemark - 2021: für die Single Jealous - Mexiko - 2021: für die Single Thunderclouds - Neuseeland - 2014: für die Single Earthquake - 2021: für die Single Jealous - Norwegen - 2012: für die Single Earthquake - Polen - 2024: für das Lied Formula - Vereinigte Staaten - 2025: für die Single Mount Everest - Vereinigtes Königreich - 2019: für die Single Earthquake - 2022: für die Single Make Me (Cry) - 2024: für die Single Jealous - Australien - 2020: für die Single Jealous - Neuseeland - 2016: für die Single Beneath Your Beautiful - Vereinigte Staaten - 2025: für die Single Jealous - Vereinigtes Königreich - 2023: für die Single Beneath Your Beautiful - Australien - 2012: für die Single Earthquake - Australien - 2013: für die Single Beneath Your Beautiful - Brasilien - 2024: für die Single All for Us - Frankreich - 2021: für die Single Thunderclouds |

## Auszeichnungen nach Alben

### Electronic Earth
| Land/Region                  | Auszeichnungen für Musikverkäufe (Land/Region, Auszeichnung, Verkäufe) | Verkäufe |
| ---------------------------- | ---------------------------------------------------------------------- | -------- |
| Neuseeland (RMNZ)            | Gold                                                                   | 7.500    |
| Vereinigtes Königreich (BPI) | Platin                                                                 | 300.000  |
| Insgesamt                    | 1× Gold · 1× Platin ·                                                  | 307.500  |

### Labrinth, Sia & Diplo Present… LSD
| Land/Region       | Auszeichnungen für Musikverkäufe (Land/Region, Auszeichnung, Verkäufe) | Verkäufe |
| ----------------- | ---------------------------------------------------------------------- | -------- |
| Brasilien (PMB)   | Platin                                                                 | 40.000   |
| Frankreich (SNEP) | Gold                                                                   | 50.000   |
| Mexiko (AMPROFON) | Gold                                                                   | 30.000   |
| Neuseeland (RMNZ) | Gold                                                                   | 7.500    |
| Norwegen (IFPI)   | Gold                                                                   | 10.000   |
| Polen (ZPAV)      | Gold                                                                   | 10.000   |
| Singapur (RIAS)   | Gold                                                                   | 5.000    |
| Insgesamt         | 6× Gold · 1× Platin ·                                                  | 152.500  |

### Euphoria (Original Score from the HBO Series)
| Land/Region                  | Auszeichnungen für Musikverkäufe (Land/Region, Auszeichnung, Verkäufe) | Verkäufe |
| ---------------------------- | ---------------------------------------------------------------------- | -------- |
| Brasilien (PMB)              | Platin                                                                 | 40.000   |
| Dänemark (IFPI)              | Platin                                                                 | 20.000   |
| Deutschland (BVMI)           | Gold                                                                   | 30.000   |
| Frankreich (SNEP)            | Gold                                                                   | 50.000   |
| Neuseeland (RMNZ)            | Platin                                                                 | 15.000   |
| Polen (ZPAV)                 | Platin                                                                 | 20.000   |
| Vereinigte Staaten (RIAA)    | Gold                                                                   | 500.000  |
| Vereinigtes Königreich (BPI) | Silber                                                                 | 60.000   |
| Insgesamt                    | 1× Silber · 3× Gold · 4× Platin ·                                      | 735.000  |

### Imagination & the Misfit Kid
| Land/Region     | Auszeichnungen für Musikverkäufe (Land/Region, Auszeichnung, Verkäufe) | Verkäufe |
| --------------- | ---------------------------------------------------------------------- | -------- |
| Brasilien (PMB) | Gold                                                                   | 20.000   |
| Polen (ZPAV)    | Gold                                                                   | 10.000   |
| Insgesamt       | 2× Gold ·                                                              | 30.000   |

## Auszeichnungen nach Singles

### Pass Out
| Land/Region                  | Auszeichnungen für Musikverkäufe (Land/Region, Auszeichnung, Verkäufe) | Verkäufe  |
| ---------------------------- | ---------------------------------------------------------------------- | --------- |
| Australien (ARIA)            | Gold                                                                   | 35.000    |
| Vereinigtes Königreich (BPI) | 3× Platin                                                              | 1.800.000 |
| Insgesamt                    | 1× Gold · 3× Platin ·                                                  | 1.835.000 |

### Frisky
| Land/Region                  | Auszeichnungen für Musikverkäufe (Land/Region, Auszeichnung, Verkäufe) | Verkäufe |
| ---------------------------- | ---------------------------------------------------------------------- | -------- |
| Vereinigtes Königreich (BPI) | Platin                                                                 | 600.000  |
| Insgesamt                    | 1× Platin ·                                                            | 600.000  |

### Let the Sun Shine
| Land/Region                  | Auszeichnungen für Musikverkäufe (Land/Region, Auszeichnung, Verkäufe) | Verkäufe |
| ---------------------------- | ---------------------------------------------------------------------- | -------- |
| Vereinigtes Königreich (BPI) | Platin                                                                 | 600.000  |
| Insgesamt                    | 1× Platin ·                                                            | 600.000  |

### Earthquake
| Land/Region                  | Auszeichnungen für Musikverkäufe (Land/Region, Auszeichnung, Verkäufe) | Verkäufe  |
| ---------------------------- | ---------------------------------------------------------------------- | --------- |
| Australien (ARIA)            | 4× Platin                                                              | 280.000   |
| Neuseeland (RMNZ)            | 2× Platin                                                              | 30.000    |
| Norwegen (IFPI)              | 2× Platin                                                              | 20.000    |
| Vereinigtes Königreich (BPI) | 2× Platin                                                              | 1.200.000 |
| Insgesamt                    | 10× Platin ·                                                           | 1.530.000 |

### Last Time
| Land/Region                  | Auszeichnungen für Musikverkäufe (Land/Region, Auszeichnung, Verkäufe) | Verkäufe |
| ---------------------------- | ---------------------------------------------------------------------- | -------- |
| Vereinigtes Königreich (BPI) | Silber                                                                 | 200.000  |
| Insgesamt                    | 1× Silber ·                                                            | 200.000  |

### Express Yourself
| Land/Region                  | Auszeichnungen für Musikverkäufe (Land/Region, Auszeichnung, Verkäufe) | Verkäufe |
| ---------------------------- | ---------------------------------------------------------------------- | -------- |
| Vereinigtes Königreich (BPI) | Gold                                                                   | 400.000  |
| Insgesamt                    | 1× Gold ·                                                              | 400.000  |

### Beneath Your Beautiful
| Land/Region                  | Auszeichnungen für Musikverkäufe (Land/Region, Auszeichnung, Verkäufe) | Verkäufe  |
| ---------------------------- | ---------------------------------------------------------------------- | --------- |
| Australien (ARIA)            | 5× Platin                                                              | 350.000   |
| Belgien (BRMA)               | Gold                                                                   | 15.000    |
| Deutschland (BVMI)           | Gold                                                                   | 150.000   |
| Neuseeland (RMNZ)            | 3× Platin                                                              | 90.000    |
| Österreich (IFPI)            | Gold                                                                   | 15.000    |
| Portugal (AFP)               | Gold                                                                   | 5.000     |
| Schweden (IFPI)              | Platin                                                                 | 40.000    |
| Schweiz (IFPI)               | Platin                                                                 | 30.000    |
| Vereinigte Staaten (RIAA)    | Platin                                                                 | 1.000.000 |
| Vereinigtes Königreich (BPI) | 3× Platin                                                              | 1.800.000 |
| Insgesamt                    | 4× Gold · 14× Platin ·                                                 | 3.495.000 |

### Jealous
| Land/Region                  | Auszeichnungen für Musikverkäufe (Land/Region, Auszeichnung, Verkäufe) | Verkäufe  |
| ---------------------------- | ---------------------------------------------------------------------- | --------- |
| Australien (ARIA)            | 3× Platin                                                              | 210.000   |
| Dänemark (IFPI)              | 2× Platin                                                              | 180.000   |
| Neuseeland (RMNZ)            | 2× Platin                                                              | 60.000    |
| Spanien (Promusicae)         | Gold                                                                   | 30.000    |
| Vereinigte Staaten (RIAA)    | 3× Platin                                                              | 3.000.000 |
| Vereinigtes Königreich (BPI) | 2× Platin                                                              | 1.200.000 |
| Insgesamt                    | 1× Gold · 12× Platin ·                                                 | 4.680.000 |

### Higher
| Land/Region                  | Auszeichnungen für Musikverkäufe (Land/Region, Auszeichnung, Verkäufe) | Verkäufe |
| ---------------------------- | ---------------------------------------------------------------------- | -------- |
| Vereinigtes Königreich (BPI) | Silber                                                                 | 200.000  |
| Insgesamt                    | 1× Silber ·                                                            | 200.000  |

### Make Me (Cry)
| Land/Region                  | Auszeichnungen für Musikverkäufe (Land/Region, Auszeichnung, Verkäufe) | Verkäufe  |
| ---------------------------- | ---------------------------------------------------------------------- | --------- |
| Australien (ARIA)            | Platin                                                                 | 70.000    |
| Dänemark (IFPI)              | Gold                                                                   | 45.000    |
| Kanada (MC)                  | Platin                                                                 | 80.000    |
| Mexiko (AMPROFON)            | Gold                                                                   | 30.000    |
| Neuseeland (RMNZ)            | Platin                                                                 | 30.000    |
| Vereinigte Staaten (RIAA)    | 2× Platin                                                              | 2.000.000 |
| Vereinigtes Königreich (BPI) | Silber                                                                 | 200.000   |
| Insgesamt                    | 1× Silber · 2× Gold · 5× Platin ·                                      | 2.455.000 |

### Bridge over Troubled Water
| Land/Region                  | Auszeichnungen für Musikverkäufe (Land/Region, Auszeichnung, Verkäufe) | Verkäufe |
| ---------------------------- | ---------------------------------------------------------------------- | -------- |
| Vereinigtes Königreich (BPI) | Gold                                                                   | 400.000  |
| Insgesamt                    | 1× Gold ·                                                              | 400.000  |

### Genius
| Land/Region                  | Auszeichnungen für Musikverkäufe (Land/Region, Auszeichnung, Verkäufe) | Verkäufe  |
| ---------------------------- | ---------------------------------------------------------------------- | --------- |
| Australien (ARIA)            | Platin                                                                 | 70.000    |
| Frankreich (SNEP)            | Gold                                                                   | 100.000   |
| Italien (FIMI)               | Gold                                                                   | 25.000    |
| Kanada (MC)                  | Gold                                                                   | 40.000    |
| Mexiko (AMPROFON)            | Platin                                                                 | 60.000    |
| Neuseeland (RMNZ)            | Platin                                                                 | 30.000    |
| Österreich (IFPI)            | Gold                                                                   | 15.000    |
| Polen (ZPAV)                 | Platin                                                                 | 20.000    |
| Spanien (Promusicae)         | Gold                                                                   | 30.000    |
| Vereinigte Staaten (RIAA)    | Platin                                                                 | 1.000.000 |
| Vereinigtes Königreich (BPI) | Silber                                                                 | 200.000   |
| Insgesamt                    | 1× Silber · 5× Gold · 5× Platin ·                                      | 1.590.000 |

### Audio
| Land/Region               | Auszeichnungen für Musikverkäufe (Land/Region, Auszeichnung, Verkäufe) | Verkäufe |
| ------------------------- | ---------------------------------------------------------------------- | -------- |
| Australien (ARIA)         | Platin                                                                 | 70.000   |
| Frankreich (SNEP)         | Platin                                                                 | 200.000  |
| Kanada (MC)               | Platin                                                                 | 80.000   |
| Mexiko (AMPROFON)         | Gold                                                                   | 30.000   |
| Neuseeland (RMNZ)         | Gold                                                                   | 15.000   |
| Polen (ZPAV)              | Gold                                                                   | 10.000   |
| Vereinigte Staaten (RIAA) | Gold                                                                   | 500.000  |
| Insgesamt                 | 4× Gold · 3× Platin ·                                                  | 905.000  |

### Thunderclouds
| Land/Region                  | Auszeichnungen für Musikverkäufe (Land/Region, Auszeichnung, Verkäufe) | Verkäufe  |
| ---------------------------- | ---------------------------------------------------------------------- | --------- |
| Australien (ARIA)            | Platin                                                                 | 70.000    |
| Dänemark (IFPI)              | Gold                                                                   | 45.000    |
| Deutschland (BVMI)           | Gold                                                                   | 200.000   |
| Frankreich (SNEP)            | Diamant                                                                | 333.333   |
| Italien (FIMI)               | Platin                                                                 | 50.000    |
| Kanada (MC)                  | Platin                                                                 | 80.000    |
| Mexiko (AMPROFON)            | 2× Platin                                                              | 120.000   |
| Neuseeland (RMNZ)            | Platin                                                                 | 30.000    |
| Österreich (IFPI)            | Platin                                                                 | 30.000    |
| Polen (ZPAV)                 | Platin                                                                 | 20.000    |
| Schweiz (IFPI)               | Gold                                                                   | 10.000    |
| Spanien (Promusicae)         | Gold                                                                   | 30.000    |
| Vereinigte Staaten (RIAA)    | Gold                                                                   | 500.000   |
| Vereinigtes Königreich (BPI) | Gold                                                                   | 400.000   |
| Insgesamt                    | 6× Gold · 8× Platin · 1× Diamant ·                                     | 1.938.333 |

### No New Friends
| Land/Region  | Auszeichnungen für Musikverkäufe (Land/Region, Auszeichnung, Verkäufe) | Verkäufe |
| ------------ | ---------------------------------------------------------------------- | -------- |
| Kanada (MC)  | Gold                                                                   | 40.000   |
| Polen (ZPAV) | Gold                                                                   | 10.000   |
| Insgesamt    | 2× Gold ·                                                              | 50.000   |

### Mount Everest
| Land/Region                  | Auszeichnungen für Musikverkäufe (Land/Region, Auszeichnung, Verkäufe) | Verkäufe  |
| ---------------------------- | ---------------------------------------------------------------------- | --------- |
| Dänemark (IFPI)              | Gold                                                                   | 45.000    |
| Frankreich (SNEP)            | Platin                                                                 | 200.000   |
| Griechenland (IFPI)          | Gold                                                                   | 10.000    |
| Italien (FIMI)               | Gold                                                                   | 50.000    |
| Polen (ZPAV)                 | Platin                                                                 | 50.000    |
| Spanien (Promusicae)         | Gold                                                                   | 30.000    |
| Vereinigte Staaten (RIAA)    | 2× Platin                                                              | 2.000.000 |
| Vereinigtes Königreich (BPI) | Gold                                                                   | 400.000   |
| Insgesamt                    | 5× Gold · 4× Platin ·                                                  | 2.785.000 |

### All for Us
| Land/Region                  | Auszeichnungen für Musikverkäufe (Land/Region, Auszeichnung, Verkäufe) | Verkäufe  |
| ---------------------------- | ---------------------------------------------------------------------- | --------- |
| Brasilien (PMB)              | Diamant                                                                | 160.000   |
| Frankreich (SNEP)            | Gold                                                                   | 100.000   |
| Griechenland (IFPI)          | Gold                                                                   | 10.000    |
| Polen (ZPAV)                 | Platin                                                                 | 50.000    |
| Spanien (Promusicae)         | Gold                                                                   | 30.000    |
| Vereinigte Staaten (RIAA)    | Gold                                                                   | 500.000   |
| Vereinigtes Königreich (BPI) | Gold                                                                   | 400.000   |
| Insgesamt                    | 5× Gold · 1× Platin · 1× Diamant ·                                     | 1.250.000 |

### Still Don’t Know My Name
| Land/Region                  | Auszeichnungen für Musikverkäufe (Land/Region, Auszeichnung, Verkäufe) | Verkäufe  |
| ---------------------------- | ---------------------------------------------------------------------- | --------- |
| Australien (ARIA)            | Gold                                                                   | 35.000    |
| Dänemark (IFPI)              | Gold                                                                   | 45.000    |
| Frankreich (SNEP)            | Platin                                                                 | 200.000   |
| Griechenland (IFPI)          | Gold                                                                   | 10.000    |
| Italien (FIMI)               | Gold                                                                   | 50.000    |
| Polen (ZPAV)                 | Platin                                                                 | 50.000    |
| Schweden (IFPI)              | Platin                                                                 | 80.000    |
| Spanien (Promusicae)         | Gold                                                                   | 30.000    |
| Vereinigte Staaten (RIAA)    | Platin                                                                 | 1.000.000 |
| Vereinigtes Königreich (BPI) | Gold                                                                   | 400.000   |
| Insgesamt                    | 6× Gold · 4× Platin ·                                                  | 1.900.000 |

### Titans
| Land/Region       | Auszeichnungen für Musikverkäufe (Land/Region, Auszeichnung, Verkäufe) | Verkäufe |
| ----------------- | ---------------------------------------------------------------------- | -------- |
| Frankreich (SNEP) | Gold                                                                   | 100.000  |
| Insgesamt         | 1× Gold ·                                                              | 100.000  |

### I’m Tired
| Land/Region               | Auszeichnungen für Musikverkäufe (Land/Region, Auszeichnung, Verkäufe) | Verkäufe |
| ------------------------- | ---------------------------------------------------------------------- | -------- |
| Kanada (MC)               | Gold                                                                   | 40.000   |
| Vereinigte Staaten (RIAA) | Gold                                                                   | 500.000  |
| Insgesamt                 | 2× Gold ·                                                              | 540.000  |

### Never Felt So Alone
| Land/Region                  | Auszeichnungen für Musikverkäufe (Land/Region, Auszeichnung, Verkäufe) | Verkäufe  |
| ---------------------------- | ---------------------------------------------------------------------- | --------- |
| Australien (ARIA)            | Gold                                                                   | 35.000    |
| Polen (ZPAV)                 | Gold                                                                   | 25.000    |
| Vereinigte Staaten (RIAA)    | Platin                                                                 | 1.000.000 |
| Vereinigtes Königreich (BPI) | Silber                                                                 | 200.000   |
| Insgesamt                    | 1× Silber · 2× Gold · 1× Platin ·                                      | 1.260.000 |

## Auszeichnungen nach Liedern

### Majesty
| Land/Region       | Auszeichnungen für Musikverkäufe (Land/Region, Auszeichnung, Verkäufe) | Verkäufe |
| ----------------- | ---------------------------------------------------------------------- | -------- |
| Australien (ARIA) | Gold                                                                   | 35.000   |
| Brasilien (PMB)   | Gold                                                                   | 20.000   |
| Insgesamt         | 2× Gold ·                                                              | 570.000  |

### When I R.I.P.
| Land/Region               | Auszeichnungen für Musikverkäufe (Land/Region, Auszeichnung, Verkäufe) | Verkäufe |
| ------------------------- | ---------------------------------------------------------------------- | -------- |
| Dänemark (IFPI)           | Gold                                                                   | 45.000   |
| Polen (ZPAV)              | Gold                                                                   | 25.000   |
| Vereinigte Staaten (RIAA) | Gold                                                                   | 500.000  |
| Insgesamt                 | 3× Gold ·                                                              | 570.000  |

### Formula
| Land/Region                  | Auszeichnungen für Musikverkäufe (Land/Region, Auszeichnung, Verkäufe) | Verkäufe  |
| ---------------------------- | ---------------------------------------------------------------------- | --------- |
| Australien (ARIA)            | Gold                                                                   | 35.000    |
| Frankreich (SNEP)            | Platin                                                                 | 200.000   |
| Griechenland (IFPI)          | Platin                                                                 | 20.000    |
| Italien (FIMI)               | Gold                                                                   | 50.000    |
| Polen (ZPAV)                 | 2× Platin                                                              | 100.000   |
| Portugal (AFP)               | Gold                                                                   | 5.000     |
| Spanien (Promusicae)         | Gold                                                                   | 30.000    |
| Vereinigte Staaten (RIAA)    | Platin                                                                 | 1.000.000 |
| Vereinigtes Königreich (BPI) | Gold                                                                   | 400.000   |
| Insgesamt                    | 5× Gold · 5× Platin ·                                                  | 1.840.000 |

### Forever
| Land/Region                  | Auszeichnungen für Musikverkäufe (Land/Region, Auszeichnung, Verkäufe) | Verkäufe  |
| ---------------------------- | ---------------------------------------------------------------------- | --------- |
| Australien (ARIA)            | Gold                                                                   | 35.000    |
| Frankreich (SNEP)            | Gold                                                                   | 100.000   |
| Polen (ZPAV)                 | Platin                                                                 | 50.000    |
| Vereinigte Staaten (RIAA)    | Platin                                                                 | 1.000.000 |
| Vereinigtes Königreich (BPI) | Silber                                                                 | 200.000   |
| Insgesamt                    | 1× Silber · 2× Gold · 2× Platin ·                                      | 1.385.000 |

## Statistik und Quellen
| Land/RegionAuszeichnungen für Musikverkäufe (Land/Region, Auszeichnungen, Verkäufe, Quellen) | Silber     | Gold       | Platin       | Diamant     | Verkäufe   | Quellen              |
| -------------------------------------------------------------------------------------------- | ---------- | ---------- | ------------ | ----------- | ---------- | -------------------- |
| Australien (ARIA)                                                                            | —          | 6× Gold6   | 16× Platin16 | —           | 1.330.000  | aria.com.au          |
| Belgien (BRMA)                                                                               | —          | Gold1      | —            | —           | 15.000     | ultratop.be          |
| Brasilien (PMB)                                                                              | —          | 2× Gold2   | 2× Platin2   | Diamant1    | 280.000    | pro-musicabr.org.br  |
| Dänemark (IFPI)                                                                              | —          | 6× Gold6   | 4× Platin4   | —           | 470.000    | ifpi.dk              |
| Deutschland (BVMI)                                                                           | —          | 3× Gold3   | —            | —           | 380.000    | musikindustrie.de    |
| Frankreich (SNEP)                                                                            | —          | 6× Gold6   | 4× Platin4   | Diamant1    | 1.633.333  | snepmusique.com      |
| Griechenland (IFPI)                                                                          | —          | 3× Gold3   | Platin1      | —           | 50.000     | Einzelnachweise      |
| Italien (FIMI)                                                                               | —          | 4× Gold4   | Platin1      | —           | 225.000    | fimi.it              |
| Kanada (MC)                                                                                  | —          | 3× Gold3   | 3× Platin3   | —           | 360.000    | musiccanada.com      |
| Mexiko (AMPROFON)                                                                            | —          | 3× Gold3   | 3× Platin3   | —           | 270.000    | amprofon.com.mx      |
| Neuseeland (RMNZ)                                                                            | —          | 3× Gold3   | 11× Platin11 | —           | 315.000    | radioscope.co.nz NZ2 |
| Norwegen (IFPI)                                                                              | —          | Gold1      | 2× Platin2   | —           | 30.000     | ifpi.no              |
| Österreich (IFPI)                                                                            | —          | 2× Gold2   | Platin1      | —           | 60.000     | ifpi.at              |
| Polen (ZPAV)                                                                                 | —          | 6× Gold6   | 8× Platin8   | —           | 430.000    | olis.pl              |
| Portugal (AFP)                                                                               | —          | 2× Gold2   | —            | —           | 10.000     | Einzelnachweise      |
| Schweden (IFPI)                                                                              | —          | —          | 2× Platin2   | —           | 120.000    | sverigetopplistan.se |
| Schweiz (IFPI)                                                                               | —          | Gold1      | Platin1      | —           | 40.000     | hitparade.ch         |
| Singapur (RIAS)                                                                              | —          | Gold1      | —            | —           | 5.000      | rias.org.sg          |
| Spanien (Promusicae)                                                                         | —          | 7× Gold7   | —            | —           | 210.000    | elportaldemusica.es  |
| Vereinigte Staaten (RIAA)                                                                    | —          | 6× Gold6   | 13× Platin13 | —           | 16.000.000 | riaa.com             |
| Vereinigtes Königreich (BPI)                                                                 | 7× Silber7 | 7× Gold7   | 13× Platin13 | —           | 11.360.000 | bpi.co.uk            |
| Insgesamt                                                                                    | 7× Silber7 | 73× Gold73 | 85× Platin85 | 2× Diamant2 |            |                      |